# 声♥遊倶楽部
『声♥遊倶楽部』（せいゆうくらぶ）は、1995年10月5日から1996年3月28日までテレビ東京系で放送された声優をメインとしたバラエティ番組。全26回放送。

## 概要
第3次声優ブームと称されていた1990年代中ごろ、日本のテレビ史上初めて関東圏かつ30分枠で放送された声優専門番組。司会・アシスタント・レポーター・ゲストといった出演者のすべてが声優だった。
番組内容は、毎回ゲストとして迎える当時の有名声優とのトーク（星♦優烈伝）、当時声優になることを目指していた20名の若手たち「Piパーズ（ピーパーズ）」によるゲームコーナー（SAY♠遊トラの穴）、はがき紹介（声♣郵広場）、など。

## レギュラー出演者
- 司会：山寺宏一、三石琴乃
- アシスタント：小野綾子、白河真由

### Piパーズ
- 浅野るり
- 宇和川恵美
- 永塚千絵
- 榎本充希子
- 大久保和登
- 菊池志穂
- 櫛田泰道
- 小島朋子
- 小西寛子
- 榊原弘子
- 笹沼晃
- 橘ひかり[注釈 2]
- 田中宏美
- 針生芳光
- 三浦千代
- 宮川美保
- 宮嶋ひとみ
- 本美奈子
- 柳原みわ
- 吉田智美

当時、声優になることを目指していた若手20名（男性4名、女性16名）による番組内グループ。当初は名前がなく「声遊予備軍」と呼ばれていたが、第5回にて「Piパーズ（ピーパーズ）」と命名された。デビュー前の声優の卵たちという触れ込みではあったが、番組開始時点ですでにデビュー済み、さらにレギュラー番組持ちのメンバーもいた。
番組内の一コーナー（SAY♠遊トラの穴）でクイズやゲームを競ったり、個人単位の活動報告を行っていたが、外部でのユニット活動はなかった。ノベルティグッズとして番組特製のカレンダーが作られ、視聴者にプレゼントされたほか、アニメイトでも販売された。

### るるる
- 手塚ちはる
- 藤野かほる
- 茂呂田かおる

番組のエンディングテーマ「NIPPONの未来」を歌う声優3人組。ユニット名は3人の芸名の最後が全て「る」であることから名付けられた。はがき紹介のコーナーで、Piパーズよりも先輩の声優として紹介。第8回で登場し、「NIPPONの未来」のカップリング曲である「夢織人」を披露した。
構想の段階ではメンバーは手塚、藤野、椎名へきるの予定だったが、結成直前に椎名が角川書店の『精霊使い』の声優オーディションに合格したために参加することができなくなり、急きょ椎名に代わって茂呂田が起用されたという経緯がある。

## ゲスト声優
※日付は初回放送日
1995年
- #01（10月05日）日髙のり子
- #02（10月12日）野沢雅子
- #03（10月19日）白鳥由里
- #04（10月26日）田中真弓
- #05（11月02日）冨永みーな
- #06（11月09日）内海賢二
- #07（11月16日）富沢美智恵
- #08（11月23日）菊池正美
- #09（11月30日）氷上恭子
- #10（12月07日）矢尾一樹
- #11（12月14日）松本梨香
- #12（12月21日）井上和彦

1996年
- #14（01月04日）山口勝平
- #15（01月12日）吉田古奈美
- #16（01月18日）草地章江
- #17（01月25日）岩永哲哉
- #19（02月08日）かないみか[注釈 4]（白馬コルチナ国際スキー場ロケ）
- #20（02月15日）荒木香恵
- #21（02月22日）桜井智
- #22（02月29日）川村万梨阿（バリ島ロケ）
- #23（03月07日）渡辺久美子（バリ島ロケ）
- #24（03月14日）野上ゆかな（バリ島ロケ）
- #25（03月21日）古川登志夫

※#13（12月28日）と#26（3月28日）は総集編、#18（2月1日）は特別編のためゲストなし。

## スタッフ
- 構成：清松勝彦、川原慶太郎、瀧本まさし、山田理恵子
- 美術制作：重岩清人
- デザイン：小山田彰夫
- 美術進行：堀部信行
- TD：毛利敏彦
- CAM：斉藤佳久
- VE：高野沢伸一
- AUD：佐藤浩一
- 照明：長川博
- 音響効果：渡辺貴信
- TK：毛利弘子
- メイク：飯田あゆみ
- スタイリスト：清水亜由美、斉藤真喜子
- キャスティング：原真
- 広報：穴見礼（テレビ東京）、星野千温、伊藤淳
- 技術協力：八峯テレビ、FLT
- 美術協力：フジアール
- 編集・MA：スタジオヴェルト
- 音楽協力：テレビ東京ミュージック
- 協力：東京現像所、浜町スタジオ、日本経済広告社
- ディレクター：森勝嗣
- プロデューサー：川上涼子、天下井隆二
- 制作協力：アースコーポレーション、MoMa
- 製作：アニメーションワールド

## 主題歌
オープニングテーマ
「あなたになりたい」（第1回 - 第12回）
作詞 - 枯堂夏子 / 作曲・編曲 - 岩崎文紀 / 歌 - 三石琴乃（レーベル：パイオニアLDC）
1995年11月22日発売。
「あきれかえるほど」（第13回 - 第25回）
作詞 - 枯堂夏子 / 作曲 - 前田克樹 / 編曲 - 岩崎文紀 / 歌 - 三石琴乃（レーベル：パイオニアLDC）
1996年1月24日発売。
エンディングテーマ
「NIPPONの未来」
作詞 - 森田由美 / 作曲 - 芳野藤丸 / 編曲 - 山本姫子 / 歌 - るるる（レーベル：BMGビクター）
1995年11月22日発売。第9回までは1番、それ以降は2番の歌詞が使用された。

## ネット局
| 放送対象地域   | 放送局         | 系列           | 放送期間                       | 放送曜日・放送時間 | 備考   |
| -------------- | -------------- | -------------- | ------------------------------ | ------------------ | ------ |
| 関東広域圏     | テレビ東京     | テレビ東京系列 | 1995年10月5日 - 1996年3月28日  | 木曜 17:00 - 17:30 | 制作局 |
| 北海道         | テレビ北海道   | テレビ東京系列 | 1995年10月9日 - 1996年3月31日  | 月曜 25:45 - 26:15 |        |
| 愛知県         | テレビ愛知     | テレビ東京系列 | 1995年10月12日 - 1996年3月28日 | 木曜 25:00 - 25:30 |        |
| 大阪府         | テレビ大阪     | テレビ東京系列 |                                |                    |        |
| 岡山県・香川県 | テレビせとうち | テレビ東京系列 |                                |                    |        |
| 福岡県         | TVQ九州放送    | テレビ東京系列 |                                |                    |        |

## 関連商品
- 声♥遊倶楽部+α?! テレビじゃ見れないスペシャル版 Vol.1-6（BMGビクター）